# Emin Amrullayev
Emin Eldar oglu Amrullayev (azéri : Emin Eldar oğlu Əmrullayev), né le 30 décembre 1982 à Bakou, est le ministre de l'Éducation de la république d'Azerbaïdjan depuis juillet 2020.

## Biographie
Emin Amrullayev est né le 30 décembre 1982 à Bakou.

### Études
Amrullayev Emin étudie au lycée de physique, de mathématiques et d'informatique dans le district de Yasamal à Bakou. En 1999-2003, il étudie à l'Académie d'administration publique sous la présidence de la république d'Azerbaïdjan et obtient un diplôme en gestion administrative. En 2004, Emin Amrullayev travaille au Centre de droit européen de Budapest. Entre 2005 et 2007, il est programmeur au Catholic Relief Service. En parallèle, entre 2005 et 2009, il est chargé de cours à l'université de Qafqaz. En 2012, Emin Amrullayev obtient le diplôme de master en administration publique de l'université Columbia.

### Parcours professionnel
(mai 2021).
- 2012 : directeur exécutif du Centre pour l'énergie et l'environnement de l'Académie diplomatique d'Azerbaïdjan (université ADA).
- 2013 : directeur adjoint du contrôle de la qualité de l'éducation chez Kaspi Education LLC.
- 2013 : consultant sénior au ministère de l'Education de la république d'Azerbaïdjan.
- 2013-2014 : chef du secteur du ministère de l'Éducation de la république d'Azerbaïdjan.
- 2014-2015 : département adjoint du ministère de l'éducation de la république d'Azerbaïdjan.
- 2015-2020 : chef du département des programmes de développement de l'éducation du ministère de l'éducation de la république d'Azerbaïdjan.
- 2020 : il exerce les fonctions du Directeur de l'Institut d'éducation de la république d'Azerbaïdjan.

Le 27 juillet 2020, il est nommé ministre de l'Éducation de la république d'Azerbaïdjan sur ordre du président de la république d'Azerbaïdjan,.